# Eriopsis mesae
Eriopsis mesae är en orkidéart som beskrevs av Friedrich Fritz Wilhelm Ludwig Kraenzlin. Eriopsis mesae ingår i släktet Eriopsis och familjen orkidéer.
Artens utbredningsområde är Colombia. Inga underarter finns listade i Catalogue of Life.